# Gran Premio de Doha de Motociclismo de 2021
El Gran Premio de Doha de 2021 (oficialmente Tissot Grand Prix of Doha) fue la segunda prueba del Campeonato del Mundo de Motociclismo de 2021. Tuvo lugar en el fin de semana del 2 al 4 de abril de 2021 en el circuito Internacional de Losail, situado en la ciudad de Doha (Catar). Este gran premio nació como resultado de las postergaciones de los grandes premios de Argentina y las Américas.
La carrera de MotoGP fue ganada por Fabio Quartararo, seguido de Johann Zarco y Jorge Martín. Sam Lowes fue el ganador de la carrera de Moto2, Remy Gardner segundo y Raúl Fernández tercero. La carrera de Moto3 fue ganada por Pedro Acosta, seguido de Darryn Binder y Niccolò Antonelli.

## Resultados

### Resultados MotoGP
| Pos.    | N.º | Piloto            | Equipo                       | Constructor | Vueltas | Tiempo    | Parrilla | Puntos |
| ------- | --- | ----------------- | ---------------------------- | ----------- | ------- | --------- | -------- | ------ |
| 1       | 20  | Fabio Quartararo  | Monster Energy Yamaha MotoGP | Yamaha      | 22      | 42:23.997 | 5        | 25     |
| 2       | 5   | Johann Zarco      | Pramac Racing                | Ducati      | 22      | +1.457    | 2        | 20     |
| 3       | 89  | Jorge Martín      | Pramac Racing                | Ducati      | 22      | +1.500    | 1        | 16     |
| 4       | 42  | Álex Rins         | Team SUZUKI ECSTAR           | Suzuki      | 22      | +2.088    | 8        | 13     |
| 5       | 12  | Maverick Viñales  | Monster Energy Yamaha MotoGP | Yamaha      | 22      | +2.110    | 3        | 11     |
| 6       | 63  | Francesco Bagnaia | Ducati Lenovo Team           | Ducati      | 22      | +2.642    | 6        | 10     |
| 7       | 36  | Joan Mir          | Team SUZUKI ECSTAR           | Suzuki      | 22      | +4.868    | 9        | 9      |
| 8       | 33  | Brad Binder       | Red Bull KTM Factory Racing  | KTM         | 22      | +4.979    | 18       | 8      |
| 9       | 43  | Jack Miller       | Ducati Lenovo Team           | Ducati      | 22      | +5.365    | 4        | 7      |
| 10      | 41  | Aleix Espargaró   | Aprilia Racing Team Gresini  | Aprilia     | 22      | +5.382    | 7        | 6      |
| 11      | 23  | Enea Bastianini   | Esponsorama Racing           | Ducati      | 22      | +5.550    | 19       | 5      |
| 12      | 21  | Franco Morbidelli | Petronas Yamaha SRT          | Yamaha      | 22      | +5.787    | 10       | 4      |
| 13      | 44  | Pol Espargaró     | Repsol Honda Team            | Honda       | 22      | +6.063    | 15       | 3      |
| 14      | 6   | Stefan Bradl      | Repsol Honda Team            | Honda       | 22      | +6.453    | 11       | 2      |
| 15      | 88  | Miguel Oliveira   | Red Bull KTM Factory Racing  | KTM         | 22      | +8.928    | 12       | 1      |
| 16      | 46  | Valentino Rossi   | Petronas Yamaha SRT          | Yamaha      | 22      | +14.246   | 21       |        |
| 17      | 30  | Takaaki Nakagami  | LCR Honda CASTROL            | Honda       | 22      | +16.241   | 16       |        |
| 18      | 10  | Luca Marini       | SKY VR46 Esponsorama         | Ducati      | 22      | +16.472   | 13       |        |
| 19      | 9   | Danilo Petrucci   | Tech3 KTM Factory Racing     | KTM         | 22      | +16.779   | 17       |        |
| 20      | 32  | Lorenzo Savadori  | Aprilia Racing Team Gresini  | Aprilia     | 22      | +38.775   | 22       |        |
| Ret     | 73  | Álex Márquez      | LCR Honda IDEMITSU           | Honda       | 12      | Caída     | 14       |        |
| Ret     | 27  | Iker Lecuona      | Tech3 KTM Factory Racing     | KTM         | 12      | Caída     | 20       |        |
| Fuente: |     |                   |                              |             |         |           |          |        |

### Resultados Moto2
| Pos.    | N.º | Piloto                | Constructor | Vueltas | Tiempo              | Parrilla | Puntos |
| ------- | --- | --------------------- | ----------- | ------- | ------------------- | -------- | ------ |
| 1       | 22  | Sam Lowes             | Kalex       | 20      | 39:52.702           | 1        | 25     |
| 2       | 87  | Remy Gardner          | Kalex       | 20      | +0.190              | 2        | 20     |
| 3       | 25  | Raúl Fernández        | Kalex       | 20      | +3.371              | 4        | 16     |
| 4       | 72  | Marco Bezzecchi       | Kalex       | 20      | +6.789              | 3        | 13     |
| 5       | 79  | Ai Ogura              | Kalex       | 20      | +16.640             | 6        | 11     |
| 6       | 37  | Augusto Fernández     | Kalex       | 20      | +16.887             | 10       | 10     |
| 7       | 13  | Celestino Vietti      | Kalex       | 20      | +17.254             | 18       | 9      |
| 8       | 62  | Stefano Manzi         | Kalex       | 20      | +17.283             | 11       | 8      |
| 9       | 97  | Xavi Vierge           | Kalex       | 20      | +17.515             | 19       | 7      |
| 10      | 21  | Fabio Di Giannantonio | Kalex       | 20      | +18.167             | 7        | 6      |
| 11      | 14  | Tony Arbolino         | Kalex       | 20      | +18.180             | 20       | 5      |
| 12      | 64  | Bo Bendsneyder        | Kalex       | 20      | +20.696             | 15       | 4      |
| 13      | 9   | Jorge Navarro         | Boscoscuro  | 20      | +22.016             | 17       | 3      |
| 14      | 19  | Lorenzo Dalla Porta   | Kalex       | 20      | +22.043             | 24       | 2      |
| 15      | 75  | Albert Arenas         | Boscoscuro  | 20      | +26.266             | 12       | 1      |
| 16      | 40  | Héctor Garzó          | Kalex       | 20      | +28.539             | 26       |        |
| 17      | 11  | Nicolò Bulega         | Kalex       | 20      | +29.310             | 13       |        |
| 18      | 5   | Yari Montella         | Boscoscuro  | 20      | +33.150             | 22       |        |
| 19      | 35  | Somkiat Chantra       | Kalex       | 20      | +39.838             | 23       |        |
| 20      | 7   | Lorenzo Baldassarri   | MV Agusta   | 20      | +44.961             | 25       |        |
| 21      | 55  | Hafizh Syahrin        | NTS         | 20      | +56.123             | 27       |        |
| Ret     | 44  | Arón Canet            | Boscoscuro  | 14      | Caída               | 9        |        |
| Ret     | 96  | Jake Dixon            | Kalex       | 12      | Caída               | 5        |        |
| Ret     | 23  | Marcel Schrötter      | Kalex       | 12      | Caída               | 16       |        |
| Ret     | 12  | Thomas Lüthi          | Kalex       | 12      | Caída               | 21       |        |
| Ret     | 6   | Cameron Beaubier      | Kalex       | 8       | Caída               | 14       |        |
| Ret     | 10  | Tommaso Marcon        | MV Agusta   | 8       | Retirado            | 28       |        |
| Ret     | 16  | Joe Roberts           | Kalex       | 6       | Caída               | 8        |        |
| WD      | 42  | Marcos Ramírez        | Kalex       |         | Retirado del evento |          |        |
| Fuente: |     |                       |             |         |                     |          |        |

### Resultados Moto3
| Pos.    | N.º | Piloto             | Constructor | Vueltas | Tiempo    | Parrilla | Puntos |
| ------- | --- | ------------------ | ----------- | ------- | --------- | -------- | ------ |
| 1       | 37  | Pedro Acosta       | KTM         | 18      | 38:22.430 | PL       | 25     |
| 2       | 40  | Darryn Binder      | Honda       | 18      | +0.039    | 6        | 20     |
| 3       | 23  | Niccolò Antonelli  | KTM         | 18      | +0.482    | 10       | 16     |
| 4       | 16  | Andrea Migno       | Honda       | 18      | +0.514    | 5        | 13     |
| 5       | 27  | Kaito Toba         | KTM         | 18      | +0.651    | 11       | 11     |
| 6       | 28  | Izan Guevara       | Gas Gas     | 18      | +0.708    | 8        | 10     |
| 7       | 71  | Ayumu Sasaki       | KTM         | 18      | +1.805    | 17       | 9      |
| 8       | 6   | Ryusei Yamanaka    | KTM         | 18      | +1.857    | 13       | 8      |
| 9       | 5   | Jaume Masiá        | KTM         | 18      | +1.875    | 1        | 7      |
| 10      | 55  | Romano Fenati      | Husqvarna   | 18      | +1.967    | PL       | 6      |
| 11      | 50  | Jason Dupasquier   | KTM         | 18      | +1.994    | 9        | 5      |
| 12      | 24  | Tatsuki Suzuki     | Honda       | 18      | +2.234    | 4        | 4      |
| 13      | 2   | Gabriel Rodrigo    | Honda       | 18      | +2.235    | 3        | 3      |
| 14      | 73  | Maximilian Kofler  | KTM         | 18      | +2.249    | 20       | 2      |
| 15      | 92  | Yuki Kunii         | Honda       | 18      | +2.260    | 19       | 1      |
| 16      | 82  | Stefano Nepa       | KTM         | 18      | +5.359    | PL       |        |
| 17      | 7   | Dennis Foggia      | Honda       | 18      | +11.052   | PL       |        |
| 18      | 53  | Deniz Öncü         | KTM         | 18      | +11.085   | PL       |        |
| 19      | 54  | Riccardo Rossi     | KTM         | 18      | +15.996   | PL       |        |
| 20      | 20  | Lorenzo Fellon     | Honda       | 18      | +17.130   | 16       |        |
| 21      | 99  | Carlos Tatay       | KTM         | 18      | +18.480   | 18       |        |
| 22      | 19  | Andi Farid Izdihar | Honda       | 18      | +25.872   | 21       |        |
| 23      | 11  | Sergio García      | Gas Gas     | 18      | +41.914   | PL       |        |
| Ret     | 17  | John McPhee        | Honda       | 14      | Caída     | 7        |        |
| Ret     | 52  | Jeremy Alcoba      | Honda       | 14      | Caída     | 2        |        |
| Ret     | 31  | Adrián Fernández   | Husqvarna   | 14      | Retirado  | 14       |        |
| Ret     | 12  | Filip Salač        | Honda       | 12      | Caída     | 15       |        |
| Ret     | 43  | Xavier Artigas     | Honda       | 11      | Retirado  | 12       |        |
| 1.      |     |                    |             |         |           |          |        |
| Fuente: |     |                    |             |         |           |          |        |